# Galleria nazionale d'arte (Pakistan)
La Galleria nazionale d'arte (in urdu نیشنل آرٹ گیلری‎?; in inglese National Art Gallery) d'Islamabad, in Pakistan, è la prima galleria d'arte nazionale del Paese sudasiatico, edificata su una piccolo colle di fronte al Majlis-e-Shoora (il Parlamento) e all'Aiwan-e-Sadr (la residenza del Presidente). Aperta al pubblico il 26 agosto 2007, fa parte di un circuito museale noto come Pakistan National Council of the Arts.

## Progetto architettonico

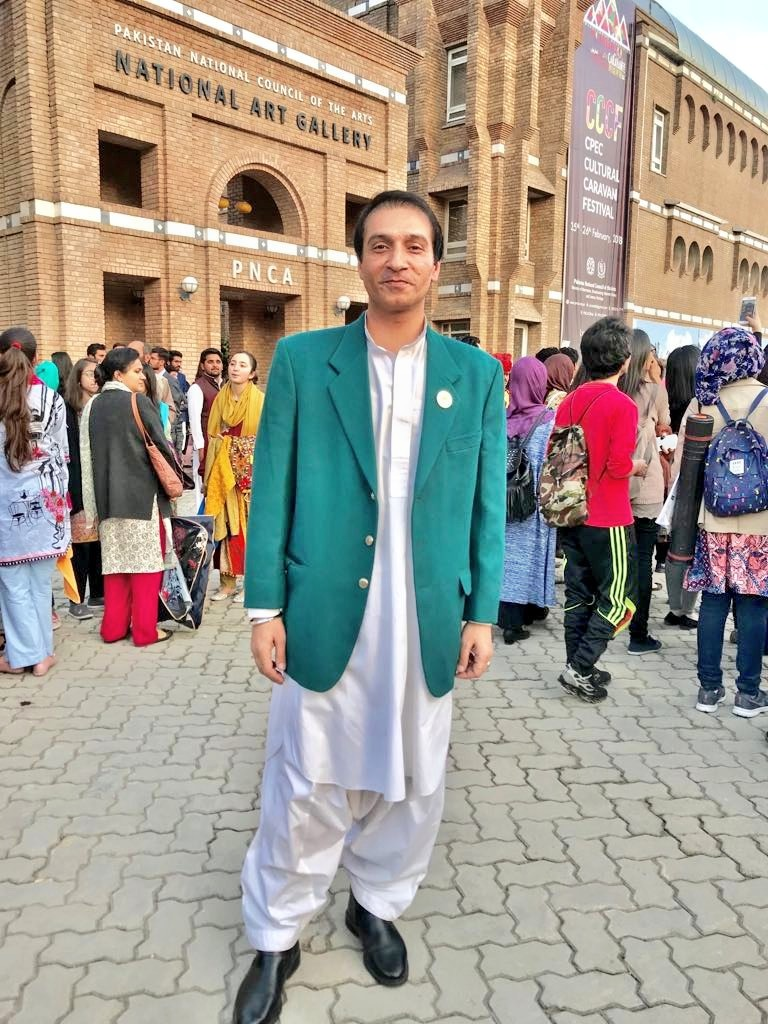
Un attore al museo in occasione del primo convegno nazionale per sostenere il cinema pachistano.

In un concorso di progettazione nazionale del 1989, il progetto di Suhail Abbasi e di Naeem Pasha della ditta «M/s Suhail & Pasha, Architects & Planning Consultants» d'Islamabad fu selezionato per la costruzione della Galleria. La loro proposta prevdeva un modernista cubo in laterizio, modello di purezza e funzionalità miesiana.
La galleria, che si estende su una superficie di 1800 metri quadri, consta di 14 gallerie con adiacenti aree per le esposizioni museali, aule, laboratori, magazzini e una biblioteca. L'edificio si staglia su quattro piani d'altezza ed è dotato di un auditorium con una capienza di 400 persone, di strutture sceniche, di un teatro al chiuso e di uno all'aperto.

## Nella cultura di massa

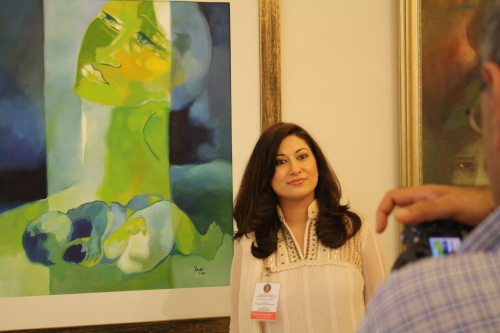
La giornalista indiana Faiza Khan fece visita al museo il 5 aprile 2011.

### Treno itinerante per l'indipendenza
Nel 2017, il museo è stato rappresentato in un carro di un treno speciale, allestito dal Pakistan National Council of the Arts (PNCA) per celebrare l'anniversario dell'indipendenza del Paese. A bordo del treno itinerante, con tappe previste in diverse stazioni ferroviarie di tutto il Pakistan, furono ingaggiati una compagnia di 36 artisti. I vagoni del treno ritraevano cinque gallerie d'arte del Paese e sei carri allegorici. Il viaggio sarebbe dovuto iniziare un paio di giorni prima del 14 agosto 2017, giorno dell'indipendenza del Pakistan.